# Bolitoglossa oaxacensis
Bolitoglossa oaxacensis là một loài kỳ giông thuộc họ Plethodontidae.
Đây là loài đặc hữu của México.
Môi trường sống tự nhiên của chúng là vùng núi ẩm nhiệt đới hoặc cận nhiệt đới và rừng trước đây suy thoái nghiêm trọng.
Chúng hiện đang bị đe dọa vì mất môi trường sống.